# Uman'
Uman' (in ucraino Умань?, anche conosciuta in polacco come Humań e in yiddish come אומאן, Umen) è una città ucraina  (81 525 abitanti) nel distretto di Uman', nell'oblast' di Čerkasy, in Ucraina. Ospita l'amministrazione della comunità territoriale di Uman', una delle comunità territoriali dell'Ucraina.
Fino al 18 luglio 2020 Uman' era classificata come città di rilevanza regionale e apparteneva al comune di Uman', che non apparteneva ad alcun distretto. Nell'ambito della riforma amministrativa dell'Ucraina, che ha ridotto a quattro il numero dei distretti dell'oblast' Čerkasy, la città è stata fusa nel distretto di Uman'.

## Geografia
La città è posizionata sulle rive del fiume Umanka, che qui riceve l'immissario Kam"janka, nella parte orientale della regione storica della Podolia. Sorge a circa 185 km a sud-ovest da Čerkasy e a 210 km a sud della capitale Kiev.

## Storia
Uman' è conosciuta sin dal 1616 come forte difensivo costruito per resistere alle frequenti incursioni delle popolazioni tatare. Al suo interno stazionava difatti stabilmente un reggimento di cosacchi e, negli anni tra il 1670 e il 1674, costituì inoltre la residenza dell'Etmano della Riva destra ucraina.
Nel 1768 si verificò tra le sue mura e nelle zone limitrofe un sanguinoso massacro dopo che i ribelli cosacchi (Haydamak) Maksym Zalizniak e Ivan Gonta catturarono la città nel corso della rivolta anti-polacca conosciuta come  "Koliïvščyna"  (il moderno vessillo di Uman' commemora ancor oggi l'evento raffigurando un ribelle con in mano una lancia). Nel 1793 la città divenne parte integrante dell'Impero Russo e qui furono costruite un gran numero di residenze di aristocratici. Fuori dal centro cittadino fu costruito in questo periodo il famoso complesso di parchi noto come Sofiïvka (Софіївка; polacco: Zofiówka) fondato nel 1796 dal conte polacco Stanisław Szczęsny Potocki che lo chiamò in tal modo per onorare la moglie Sofia. Sofiïvka contiene al proprio interno un gran numero di fontane e piccoli specchi d'acqua sormontati da ponti ad arco. Una comunità ebraica numerosa visse all'interno della città durante il XVIII e XIX secolo. Durante la II guerra mondiale, nei pressi della città fu combattuta la battaglia di Uman', dove le truppe della Germania nazista circondarono e sconfissero quelle sovietiche. Il 1º agosto 1941 le truppe naziste entrarono in città. Questo evento segnò la fine per la numerosa e fiorente comunità ebraica locale, circa 17.000 persone, che venne pressoché annientata. Il 10 marzo 1944 Uman' venne liberata dall'Armata Rossa.
Uman' è il luogo di sepoltura del famoso rabbino Nachman di Breslov, che qui trascorse la fine della propria esistenza e la cui tomba è meta di un pellegrinaggio annuale fin dal 1811, anno della sua morte. Durante il regime sovietico tale pellegrinaggio fu proibito dalle autorità, ma tornò in auge nel 1989, poco prima del definitivo collasso dell'Unione Sovietica.
Il generale sovietico Ivan Danilovič Černjachovskij e lo scrittore ebraico Hershl Polyanker furono nativi di Uman'.

## Monumenti e luoghi d'interesse
Nella parte nord della città sorge Sofiïvka, un arboreto costruito dal nobile polacco Stanisław Szczęsny Potocki nel 1796. È la principale attrazione di Uman' e dal 2007 fa parte delle sette meraviglie dell'Ucraina.

## Cultura

### Religione
Uman', per la presenza della tomba del rebbe Nachman di Breslov, è uno dei principali centri del pellegrinaggio degli ebrei ortodossi chassidici. In occasione del Rosh haShana, uno dei tre capodanni religiosi previsti nel calendario ebraico, decine di migliaia di pellegrini arrivano da tutto il mondo per pregare nel complesso sorto attorno alla tomba di Nachman di Breslov.
L'evento, che al momento della caduta dell'Unione Sovietica attirava solo poche migliaia di fedeli, è diventato il principale appuntamento di Uman' in termini di presenze e ricaduta economica. Nel 2018 infatti oltre 30.000 pellegrini, provenienti da Israele, Stati Uniti d'America e altri paesi, si sono trovati nella città ucraina.